# 国際政治学者
国際政治学者（こくさいせいじがくしゃ）は、国際政治学すなわち狭義の国際関係論の研究者のことである。本項では国際政治学者の一覧を掲載する。

## 日本国外の国際政治学者

### A
- エマヌエル・アドラー（Emanuel Adler）
- ヘイワード・アルカー（Hayward R. Alker, Jr.）
- ピーター・アンドレアス（Peter Andreas）
- デイヴィド・アームストロング（James David Armstrong）
- ロバート・アート（Robert J. Art）
- リチャード・アシュリー（Richard K. Ashley）

### B
- ウィリアム・ベイン（William Bain）
- マイケル・バーネット（Michael N. Barnett）
- ジェンス・バーテルソン（Jens Bartelson）
- フランシス・ビア（Francis A. Beer）
- チャールズ・ベイツ（Charles R. Beitz）
- アレックス・ベラミー（Alex J. Bellamy）
- トーマス・バーガー（Thomas U. Berger）
- トーマス・ビアステーカー（Thomas J. Biersteker）
- ケン・ブース（Ken Booth）
- クリス・ブラウン（Chris Brown）
- ブルース・ブエノ・デ・メスキータ（Bruce Bueno de Mesquita）
- ヘドリー・ブル（Hedley Bull）
- バリー・ブザン（Barry Buzan）

### C
- ウィリアム・A・キャラハン（William A. Callahan）
- デイヴィッド・キャンベル（David Campbell）
- E・H・カー（E. H. Carr）
- フィリップ・サーニー（Philip George Cerny）
- ジェフリー・チェッケル（Jeffrey T. Checkel）
- イアン・クラーク（Ian Clark）
- コスタス・コンスタンチノウ（Costas M. Constantinou）
- マイケル・コックス（Michael Cox）
- ロバート・コックス（Robert W. Cox）
- クレア・カトラー（A. Claire Cutler）

### D
- フランソワ・デブリクス（Francois Debrix）
- ジェームズ・ダーデリアン（James Der Derian）
- ダニエル・デュードニー（Daniel H. Deudney）
- カール・ドイッチュ（Karl W. Deutsch）
- マイケル・ディロン（Michael Dillon）
- ジャック・ドネリー（Jack Donnelly）
- ロクサンヌ・リン・ドーティ（Roxanne Lynn Doty）
- マイケル・ドイル （Michael W. Doyle）
- ティム・ダン（Tim Dunne）

### E
- ジェニー・エドキンス（Jenny Edkins）
- コリン・エルマン（Colin Elman）
- シンシア・エンロー（Cynthia Enloe）
- マシュー・エヴァンゲリスタ（Matthew Anthony Evangelista）

### F
- リチャード・フォーク（Richard A. Falk）
- マーサ・フィネモア（Martha Finnemore）
- ローズマリー・フット（Rosemary Foot）
- ウィリアム・フォックス（William Thornton Rickert Fox）
- ローレンス・フリードマン（Sir Lawrence David Freedman）

### G
- アレキサンダー・ジョージ（Alexander L. George）
- スティーヴン・ギル（Stephen Gill）
- ロバート・ギルピン（Robert Gilpin）
- ジョシュア・ゴールドスティン（Joshua S. Goldstein）
- ジュディス・ゴールドスティン（Judith S. Goldstein）
- ピーター・ゴルヴィッチ（Peter Alexis Gourevitch）
- コリン・グレイ（Colin S. Gray）
- ジョセフ・グリエコ（Joseph M. Grieco）
- ステファノ・グッツィーニ（Stefano Guzzini）

### H
- エルンスト・B・ハース（Ernst B. Haas）
- ピーター・ハース（Peter M. Haas）
- イアン・ホール（Ian Hall）
- ロドニー・ホール（Rodney Bruce Hall）
- フレッド・ハリディ（Fred Halliday）
- ジョン・ハーツ（John Herz）
- リチャード・ヒゴット（Richard A. Higgott）
- クリストファー・ヒル（Christopher John Hill）
- ハリー・ヒンズリー（Francis Harry Hinsley）
- ジョン・ホブソン（John M. Hobson）
- スタンリー・ホフマン（Stanley Hoffmann）
- K・J・ホルスティ（K. J. Holsti）
- サミュエル・P・ハンティントン(Samuel Phillips Huntington)
- アンドルー・ハレル（Andrew Hurrell）

### I
- ジョン・アイケンベリー（G. John Ikenberry）

### J
- ロバート・ジャクソン（Robert H. Jackson）
- アラン・ジェームズ（Alan James）
- ロバート・ジャーヴィス（Robert Jervis）
- アラステア・イアン・ジョンストン（Alastair Iain Johnston）

### K
- マイルズ・カフラー（Miles Kahler）
- メアリー・カルドー（Mary Kaldor）
- モートン・カプラン（Morton A. Kaplan）
- エドワード・キーン（Edward Keene）
- ロバート・コヘイン（Robert O. Keohane）
- ヘンリー・キッシンジャー（Henry Alfred Kissinger）
- オーディー・クロツ（Audie Klotz）
- ポール・コート（Paul A. Kowert）
- スティーヴン・クラズナー（Stephen D. Krasner）
- フリードリッヒ・クラトチウィル（Friedrich V. Kratochwil）
- チャールズ・カプチャン（Charles A. Kupchan）

### L
- デイヴィッド・レイク（David A. Lake）
- リチャード・N・ルボウ（Richard Ned Lebow）
- アンドリュー・リンクレイター（Andrew Linklater）
- ロニー・リプシュッツ（Ronnie D. Lipschutz）
- リチャード・リトル（Richard Little）

### M
- マイケル・マンデルバウム（Michael Mandelbaum）
- チャールズ・マニング（Charles Anthony Woodward Manning）
- リサ・マーティン（Lisa L. Martin）
- マイケル・マスタンドゥーノ（Michael Mastanduno）
- ジェームズ・メイオール（James Bardsley Lawson Mayall）
- アンソニー・マッグルー（Anthony G. McGrew）
- ジョン・ミアシャイマー（John J. Mearsheimer）
- ヘレン・ミルナー（Helen V. Milner）
- ジェームズ・ミッテルマン（James H. Mittelman）
- ジョージ・モデルスキー（George Modelski）
- アンドリュー・モラフチーク（Andrew Moravcsik）
- ハンス・モーゲンソウ（Hans J. Morgenthau）
- クレイグ・マーフィー（Craig N. Murphy）

### N
- ヘンリー・ナウ（Henry R. Nau）
- アイヴァー・ノイマン（Iver B. Neumann）
- ジョセフ・ナイ（Joseph S. Nye, Jr.）

### O
- ニコラス・オナフ（Nicholas Greenwood Onuf）
- A・F・K・オーガンスキー（A. F. K. Organski）

### P
- ロナン・パラン（Ronen P. Palan）
- ロバート・ペイプ（Robert Anthony Pape, Jr.）
- ローランド・パリス（Roland Paris）
- T・V・ポール（Thazha Varkey Paul）
- スパイク・ピーターソン（V. Spike Peterson）
- ラルフ・ペットマン（Ralph Pettman）
- リチャード・プライス（Richard Price）

### R
- ニコラス・レンジャー(Nicholas J. Rengger)
- クリスチャン・ルース＝スミット（Christian Reus-Smit）
- トーマス・リッセ（Thomas Risse[Thomas Risse-Kappen]）
- アダム・ロバーツ（Adam Roberts）
- リチャード・ローズクランス（Richard N. Rosecrance）
- ジャスティン・ローゼンバーグ（Justin Rosenberg）
- ジェームズ・ローズノウ（James N. Rosenau）
- ジョン・ラギー（John Gerard Ruggie）
- ブルース・ラセット（Bruce M. Russett）

### S
- ブライアン・C・シュミット(Brian C. Schmidt)
- フレデリック・シューマン（Frederick L. Schuman）
- ランドール・シュウェラー（Randall L. Schweller）
- スーザン・セル（Susan K. Sell）
- マイケル・シャピーロ（Michael J. Shapiro）
- マーティン・ショー（Martin Shaw）
- キャスリン・シッキンク（Kathryn Sikkink）
- デイヴィッド・シンガー（Joel David Singer）
- P・W・シンガー（Peter Warren Singer）
- アン・マリー・スローター（Anne-Marie Slaughter）
- スティーヴ・スミス（Steve Smith）
- ジャック・スナイダー（Jack L. Snyder）
- ヘンドリク・スプルート（Hendrik Spruyt）
- ニコラス・スパイクマン（Nicholas J. Spykman）
- ジャニス・グロス・スタイン（Janice Gross Stein）
- スーザン・ストレンジ（Susan Strange）
- ヒデミ・スガナミ（Hidemi Suganami: 菅波英美）
- クリスティーン・シルヴェスター（Christine Sylvester）

### T
- ケネス・トンプソン（Kenneth W. Thompson）
- アン・ティクナー（J. Ann Tickner）

### V
- スティーヴン・ヴァン・エヴェラ（Stephen William Van Evera）
- R・J・ヴィンセント（R. J. Vincent）

### W
- オーレ・ヴェーヴァ（Ole Wæver）
- R・B・J・ウォーカー（R. B. J. Walker）
- イマニュエル・ウォーラステイン（Immanuel Wallerstein）
- スティーヴン・ウォルト（Stephen M. Walt）
- ケネス・ウォルツ（Kenneth N. Waltz）
- アダム・ワトソン（J. H. Adam Watson）
- シンシア・ウェーバー（Cynthia Weber）
- ジュッタ・ウェルデス（Jutta Weldes）
- ジェニファー・ウェルシュ（Jennifer M. Welsh）
- アレクサンダー・ウェント（Alexander Wendt）
- ニコラス・ウィーラー（Nicholas J. Wheeler）
- サンドラ・ウィットワース（Sandra Whitworth）
- マーティン・ワイト（Martin Wight）
- ジョン・ウィリアムズ（John Williams）
- マイケル・ウィリアムズ（Michael C. Williams）
- ピーター・ウィルソン（Peter Wilson）
- ウィリアム・ウォルフォース（William C. Wohlforth）
- アーノルド・ウォルファーズ（Arnold Wolfers)

### Y
- オラン・ヤング（Oran R. Young）
- 楊永明（Philip Yang）

## 日本の国際政治学者

### あ
- 青野利彦
- 赤木完爾
- 赤根谷達雄
- 秋山信将
- 麻田貞雄
- 浅野豊美
- 足立研幾
- 飯田敬輔
- 五百旗頭真
- 石井貫太郎
- 石田淳
- 市原麻衣子
- 伊藤憲一
- 猪口邦子
- 猪口孝
- 伊豫谷登士翁
- 入江昭
- 植木千可子
- 植田隆子
- 梅本哲也
- 浦野起央
- 衛藤瀋吉
- 江藤名保子
- 遠藤誠治
- 大芝亮
- 大畠英樹
- 大矢根聡
- 小笠原高雪
- 岡部達味
- 小此木政夫
- 押村高
- 落合浩太郎

### か
- 梶田孝道
- 加藤朗
- 金子芳樹
- 神川彦松
- 上久保誠人
- 上野友也
- 神谷不二
- 鴨武彦
- 川上高司
- 川田侃
- 菅英輝
- 菊井禮次
- 吉川元
- 木戸蓊
- 木下郁夫
- 久邇良子
- 栗栖薫子
- 黒崎輝
- 公文俊平
- 高坂正堯
- 古城佳子
- 小谷賢
- 小林誠

### さ
- 斉藤孝
- 佐伯康子
- 坂井一成
- 櫻田大造
- 佐々木卓也
- 佐々木寛
- 定形衛
- 佐藤英夫
- 澤田眞治
- 信田智人
- 篠田英朗
- 信夫隆司
- 島田洋一
- 清水耕介
- 進藤榮一
- 末近浩太
- 鈴木一人
- 鈴木一敏
- 鈴木基史
- 須藤季夫
- 関寛治
- 添谷芳秀

### た
- 高瀬幹雄
- 高橋和夫
- 竹田いさみ
- 竹中千春
- 田所昌幸
- 田中明彦
- 田中孝彦
- 土屋大洋
- 土山實男
- 坪内淳
- 土佐弘之
- 豊下楢彦

### な
- 中西輝政
- 中西寛
- 中林美恵子
- 中山俊宏
- 納家政嗣
- 西原正
- 野林健

### は
- 初瀬龍平
- 花井等
- 羽場久美子
- 半澤朝彦
- 坂野正高
- 東野篤子
- 平野健一郎
- 広瀬佳一
- 廣瀬陽子
- 福富満久
- 藤原帰一
- 星野昭吉
- 星野俊也
- 細谷千博
- 細谷雄一

### ま
- 舛添要一
- 宮坂直史
- 宮里政玄
- 三牧聖子
- 宮脇昇
- 三輪公忠
- 武者小路公秀
- 六鹿茂夫
- 村田晃嗣
- 目加田説子
- 百瀬宏

### や
- 薬師寺泰蔵
- 山影進
- 山田敦
- 山田高敬
- 山本武彦
- 山本吉宣
- 湯川勇人

### ら
- 李鍾元

### わ
- 渡辺昭夫
- 渡辺暁
- 若泉敬